# ابنة كليوباترا (فلم)
ابنة كليوباترا (بالإنجليزية: Cleopatra's Daughter) هو فيلم صدر في سنة 1960.

## روابط خارجية
- مقالات تستعمل روابط فنية بلا صلة مع ويكي بيانات